# 마르크 우엘레트

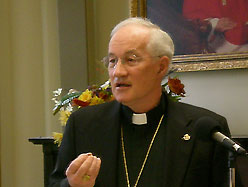

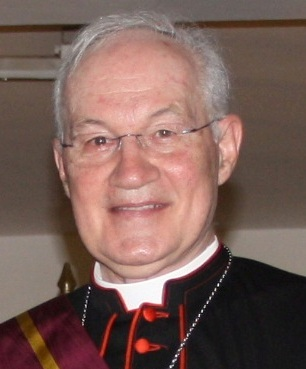
Marc Ouellet (2012)

마르크 우엘레트(프랑스어: Marc Ouellet, 1944년 6월 8일 ~ )는 캐나다의 가톨릭 성직자이다.
퀘벡주 출신으로, 1968년 사제 서품을 받았다. 2001년 교황청 그리스도인일치촉진평의회 차관으로 임명되었다. 2002년 퀘벡 대주교로 임명되었고, 2003년 추기경으로 서임되었다. 2010년 다시 교황청으로 옮겨, 주교성 장관으로 재직중이다. .